# Маріо Миколич
Маріо Миколич (24 березня 1937, Каройба, Істрія) — хорватський дипломат. Надзвичайний і Повноважний Посол Хорватії в Україні (2002—2006)

## Життєпис
Народився 24 березня 1937 року в м. Каройба, Істрія. Закінчив Загребський університет. Доктор історичних наук. Володіє англійською, італійською, французькою, російською мовами
З 1976 по 1992 на дипломатичній службі Югославії: перший секретар Посольства в Могадишо (Сомалі); радник з питань Італії у Федеральному секретаріаті закордонних справ (Белград); голова відділу Близького та Середнього Сходу у Федеральному секретаріаті закордонних справ (Белград); голова відділу країн Південно-Східної Азії у Федеральному секретаріаті закордонних справ (Белград); радник Посольства в Лондоні; голова Протоколу у Федеральному секретаріаті закордонних справ (Белград); підвищений до рангу Повноважного Посла.
З 1992 — на дипломатичній службі Республіки Хорватія: голова Протоколу Президента Республіки Хорватія; підвищений до рангу Посла; засновник і перший директор Державного протоколу Республіки Хорватія; лектор у Дипломатичній академії МЗС Республіки Хорватія.
З 1996 по 2000 — Надзвичайний і Повноважний Посол Хорватії Посол в Данії, Ісландії й Норвегії з резиденцією в Копенгагені.
З 2000 по 2002 — працював у МЗС Республіки Хорватія (викладання в Дипакадемії й організація Дипломатичного Протоколу).
З 2002 по 2006 — Надзвичайний і Повноважний Посол Республіки Хорватія в Україні.

## Нагороди
- орден «За заслуги» III ступеня (Україна, 2006) — за вагомий особистий внесок у розвиток міжнародного співробітництва, зміцнення авторитету та позитивного іміджу України у світі, популяризацію її історичних і сучасних надбань[1];